# Brigitte Varangot
Pour l’obstétricien français, voir Jacques Varangot.
Brigitte Varangot (née le 1er mai 1940 à Biarritz et morte le 12 octobre 2007 à Bayonne) était une golfeuse amatrice française.

## Biographie
En 1964, elle fait partie de l'équipe de France, également composée de Catherine Lacoste et Claudine Cros, qui remporte la première édition du Espirito Santo Trophy (en), tournoi considéré comme le Women’s World Amateur Team Championship créé en 1964 par sa compatriote Lally Segard (aussi connue sous le nom Lally de Saint-Sauveur) et l'Américaine Mrs. Henri Prunaret.

## Principales victoires
- 1957 : British Girls Amateur[2]
- 1959, 1960, 1961 : Internationaux Français Juniors Filles (Trophée Esmond)
- 1963, 1965, 1968 : Championnat de golf amateur de Grande-Bretagne dames (en)[1],[3]
- 1961, 1962, 1964, 1965, 1966, 1973 : Internationaux Français dames
- 1959, 1961, 1963, 1970 : Championnat de France dames
- 1970 : Internationaux d'Italie dames

En outre, elle a fait partie de l'équipe de France qui a remporté le Championnat d’Europe en 1959, 1961, 1969 et a été membre de l'équipe de France qui a remporté le premier Trophée Espirito Santo en 1964.

## Tournois par équipes
- Trophée Espirito Santo (représentant la France) : 1964 (victoire), 1966, 1968, 1970, 1972, 1974

## Autres
Brigitte Varangot participe à un match d'exhibition contre Mickey Wright en 1964 à l'Estoril G.C. au Portugal dans le cadre des matchs de charités du Shell's Wonderful World of Golf.